# 해운대 엘시티 더샵
해운대 엘시티 더샵(영어: Haeundae LCT The Sharp) 또는 해운대 엘시티(영어: Haeundae LCT)는 대한민국 부산광역시 해운대구 중동 구 한국콘도 자리에 위치한 3개의 마천루 단지이다. 부산광역시 해운대구 중1동으로 부산 지하철 2호선인 중동역과 가깝다. 엘시티의 50m 정도 떨어진 곳에 해운대 해수욕장이 위치해 있고 약 2km 떨어진 곳에 마린시티, 그리고 약 4km 거리에는 센텀시티가 위치해 있다.
동부산관광단지와 해운대 일원을 국제적 관광 휴양도시로 만드는 프로젝트의 일환으로 추진하는 이 사업은 지난 2013년 10월 28일 착공하여 2015년 10월 터파기 공사가 시작되었고, 2019년 11월 30일 완공되었다. 3개 타워의 연면적을 모두 합하면 63빌딩의 3배인 66만여 제곱미터나 된다. 1개의 랜드마크 타워와 2개의 아파트로 구성되어 있으며, 101층 랜드마크 타워는 롯데월드타워에 이어 대한민국에서 두 번째로 높은 빌딩이자 부산에서 가장 높은 빌딩이다.
대한민국 부산광역시 최초 100층 이상 빌딩이라고 한다. 건설 관리는 PB가 맡고 자금관리는 (주)하나자산신탁외1이 맡는다. 원래는 중국의 건설업체인 중국건축공정총공사(CSCEC)가 시공을 맡았으나, 이후 건축과 관련된 도급 계약을 해지하였다. 최종적으로, 포스코건설이 새롭게 해운대관광리조트의 시공사로 선정되었다.

## 역사

### 계획 및 디자인
2007년 최초로 조감도가 공개되고 부산에서 가장 높은 빌딩인 해운대 리조트와 대형 워터파크를 건설할 계획이다. 높이는 지상 117층 및 511m의 규모로, 사업비는 1조 2,000억원이다. 2009년 12월 3일에 주거시설을 허용했고 만약 2010년에 착공하며 2017년 말까지 완공하는 것이 목표다.
이후 2010년 당시 조감도가 공개되면서 108층 트리플 스퀘어 계획이였다. 108층짜리 쌍둥이 건물인 1번째 건물에서 2번째 건물으로 가고 돌아가는 건물이 조감도다. 한국콘도가 위치해 있었던 부지에 재개발을 하기로 한 곳으로, 첫 번째 계획은 지상 108층, 511m의 '트리플 스퀘어'라는 이름으로 계획이 되었다. 디자인이 바뀌었고 지상 108층짜리 랜드마크 건물과 85층짜리 레지던스 빌딩으로 계획되었다. 이 계획으로 지상 84층 ~ 86층인 아파트(A동, B동) 및 지상 104층인 랜드마크 타워 조감도가 바뀌면서 최종 디자인이 공개되었다. 2011년 승인을 받았으나, 계획을 412m, 101층으로 약간 낮추어서 허가를 받았다.
이후 2012년에는 본격적으로 착공을 하려 했다가 그러나 공사가 중단되었다. 시공사 모집 중지이 중지되고 그 이후 시행사인 엘시티는 대우건설, 삼성물산 등과 시공 계약을 체결하려 했지만, 여러 모로 사업 조건이나 수익성 문제 등으로 인하여 불발되고 만다. 2013년 10월 17일은 엘시티는 중국의 건설업체인 중국건축공정총공사(CSCEC)와 시공 계약을 맺게 된다. 이 건설업체는 국제상업센터, 상하이 세계금융센터 등 400 ~ 500m급의 마천루를 시공한 경험이 있고, 이미 CTF 광저우, 핑안 파이낸스 센터 등을 건설하고 있는, 마천루 건설 면에서는 상당한 실력을 가지고 있는 것으로 평가되는 기업이라 한다.

### 건설
2014년에 기초 공사를 시작하였고 부산지역의 건설업체인 '동아지질'이 진행하게 되며, 터파기가 완성되는 대로 곧바로 공사에 들어가 2019년 11월 30일 완공되었다.

### 개장
완공 후 입주를 시작했다. 부산 엑스 더 스카이가 2020년에 오픈했다. 엘시티 워터파크는 아파트에 개장할 예정이였으나 소유권 이전 문제로 또 다시 개장이 연기될 것으로 보인다. 2023년 7월 5일에 오픈했다.

## 구성
층수와 높이는 랜드마크 타워(101층, 411.6m) 및 아파트(A동 85층, 339.1m, B동 83층, 333.1m), 지하 5층으로 구성되고 랜드마크 타워는 레지던스 호텔 561실과 6성급 관광호텔 260실이 있고 컨벤션홀, 전망대 등 주거 타워는 공동주택(882세대) 및 부대시설과 포디움(지상 1~7층)에는 클럽디 오아시스(실내외 워터파크), 상업시설과 그 외 시설이 들어서고 UEC(Urban Entertainment Complex)는 클럽디 오아시스(온천 스파 & 워터파크), 쇼핑몰, F&B 등 상업시설과 290실 규모로 6성급 호텔 롯데호텔 시그니엘 2호점이 오픈했다.
| 명칭                             | 층수  | 높이   |
| -------------------------------- | ----- | ------ |
| 해운대 엘시티 더샵 랜드마크 타워 | 101층 | 411.6m |
| 해운대 엘시티 더샵 A동           | 85층  | 339m   |
| 해운대 엘시티 더샵 B동           | 83층  | 333m   |

## 높이
랜드마크 타워는 2019년 완공되면서 서울특별시에 위치한 롯데월드타워(123층, 555m)에 이어 국내에서 두 번째로 높은 건물이 되었고 80층 이상인 아파트가 있는데 지상 85층짜리 해운대 엘시티 더샵(랜드마크 타워 101층, 411.6m, A동 85층, 339.1m, B동 83층, 333.1m)은 해운대 두산위브더제니스(80층, 301m)의 층수를 제치고, B동의 경우 여의도에 위치한 파크원 타워 A동과 동일한 높이를 갖는다.
해운대 엘시티 더샵이 완공됨으로 해운대 두산위브더제니스 101동(80층, 301m)를 제치고 대한민국, 그리고 부산에서 가장 높은 아파트가 되었고 동시에 랜드마크 타워는 부산에서 가장 높은 건물이 되었다.

## 특징

### 랜드마크
101층 이상의 랜드마크 타워는 완공 시 랜드마크가 된다. 랜드마크 타워와 아파트로 구성되는 건물의 특징이 어느 정도 다르고 아파트와 랜드마크의 높이가 다르며 101층 주상복합타운이다. 랜드마크 타워에는 대규모 호텔으로 구성되지만 아파트에는 대규모 아파트로 구성된다. 랜드마크 타워의 전망대에서 바다를 볼 수 있고 조명의 색깔이 멋지다.

### 조망
25층, 50층, 80층에서 조망을 느낄 수 있는데 설명하자면 25층에는 해운대 두산 위브 더 제니스와 해운대 힐스테이트 위브가 보이고 50층에는 25층에서 보이는 건물들이 보이고 해운대해수욕장과 센텀시티에 위치한 센텀 리더스 마크와 해운대 더샵 센텀스타가 보인다. 그리고 80층에는 25층과 50층에서 보이는 건물들이 보인다.

### 엘리베이터
엘리베이터는 모두 43대가 설치되고 설치 업체는 한국미쓰비시엘리베이터이다. 전망대인 부산 엑스더스카이로 향하는 전망대용 엘리베이터(분속 600m) 2대도 설치되었다. 전망대용 엘리베이터 내부에는 영상이 재생되어 상행 시 열기구를 타고 하늘로 올라가며 하행 시 잠수정을 타고 바닷속을 여행한다.

### 피난안전구역
엘시티 더샵에서는 대형 화재 등 비상시 대피할 수 있도록 랜드마크 타워에는 4개소, 아파트에는 각 3개소가 별도로 마련되어 있다.

## 시설

### 내부 시설

#### 랜드마크 타워
엘시티 3개동이 공통으로 1층~7층은 '로비'와 '포디움'으로 구성되어있다. 포디움의 1층~3층은 대규모 상업시설이 들어와있으며, 4~6층은 워터파크인 클럽디 오아시스가 자리잡고 있다.
랜드마크 타워의 3층~19층에는 롯데그룹의 최상위 호텔 브랜드인 '시그니엘'이 들어서 있다. 총 260실로 구성되어 있다.
랜드마크 타워의 22층~94층에는 '엘시티 더 레지던스'가 들어서 있는데 생활숙박시설이며 단기 숙박이 가능하되 전입신고가 불가능하다.
98층~100층은 전망대인 '부산 엑스 더 스카이'가 자리잡고 있다.
| 층수                | 용도                                          |
| ------------------- | --------------------------------------------- |
| 101층               | 기계실                                        |
| 98층 ~ 100층        | 전망대                                        |
| 95층 ~ 97층         | 피난안전구역                                  |
| 77층 ~ 94층         | 고층부 레지던스 호텔                          |
| 76층                | 피난안전구역                                  |
| 50층 ~ 75층         | 중층부 레지던스 호텔                          |
| 48층 ~ 49층         | 피난안전구역                                  |
| 22층 ~ 47층         | 저층부 레지던스 호텔                          |
| 20층 ~ 21층         | 피난안전구역                                  |
| 3층 ~ 19층          | 관광호텔(260실), 웨이브가든(7층), 해운정(8층) |
| 1층 ~ 7층           | 로비, 포디움                                  |
| 지하 5층 ~ 지하 1층 | 지하주차장, 세대별 창고, 기계실 등            |

#### 아파트 A동, B동
아파트 A동, B동 9층 ~ 84층에는 공동주택(아파트)이 들어선다. 2019년 11월에 입주하면 입주자들이 늘어난다. 총 882세대의 공동주택은 58평, 65평, 75평의 분양이 완료되었고 분양가 대략은 최대 18억이다. 펜트하우스 6세대 제외시, 총 882세대 중 A타입 144.2584m2 (58평), 292세대, B타입 161.9826m2 (65평) 292세대, C타입 186.0063m2 (75평) 292세대로 구성된다. 평당 분양가(할인적용)는 2750만원이고 총 금액은 58평은 16억이다.
2019년 11월에 완공된 아파트(A동 85층, 339.1m, B동 83층, 333.1m)는 지하 5층 ~ 지하 1층은 지하주차장, 1층 ~ 7층은 포디움, 4층 ~ 6층은 워터파크, 7층은 공동주택 부대시설, 8층은 옥상정원, 기계실, 피난안전구역, 9층 ~ 84층은 공동주택(882세대), 85층은 기계실이 들어선다.
| 층수                | 용도                        |
| ------------------- | --------------------------- |
| 85층                | 기계실                      |
| 63층 ~ 84층         | 고층부 공동주택(아파트)     |
| 62층                | 피난안전구역                |
| 39층 ~ 61층         | 중층부 공동주택(아파트)     |
| 38층                | 피난안전구역                |
| 9층 ~ 37층          | 저층부 공동주택(아파트)     |
| 8층                 | 기계실, 피난안전구역        |
| 7층                 | 공동주택 부대시설, 옥상정원 |
| 4층 ~ 6층           | 클럽디 오아시스             |
| 1층 ~ 7층           | 로비, 포디움                |
| 지하 5층 ~ 지하 1층 | 지하주차장                  |

## 사건 및 사고
- 2017년 2월 23일 식당 운영권 사기로 3억 받은 사기범이 구속되었다
- 2018년 3월 2일: 공사 당시 55층에서 안전시설물이 추락해 안전시설물에 있던 근로자 3명과 지상에 있었던 근로자 1명이 숨졌다. 이로 인해 해운대 엘시티 건설은 일시적으로 전면 중단되었다.[10]
- 2018년 10월 9일, 2019년 5월 27일, 2020년 1월 7일, 총 3회에 걸쳐 유리 파손 사고가 발생했다.
- 2021년 7월 28일 드론을 날려 나체를 찍는 사건이 발생했다. 2022년 1월 13일 범인은 징역 8개월을 선고했다.
- 2022년 1월 13일 부산 엘시티 전세 사기 사건이 있다. 판사는 징역 2년에 집행유예 3년을 선고했다.

## 논란

### 고도 제한 논란
원래 고도 제한은 60m인데 해운대 엘시티 더샵이 고도 제한을 넘었기 때문이다. 2011년 해운대 일반미관지구에 들어서는 341m 주거 시설, 477m 랜드마크 시설 계획이 있었다. 이후 높이가 변경되고 2020년에 올라가면서 고도 제한이 풀렸다.
2011년 5월 4일 KBS 부산 1TV 《시사 in 부산 - 해운대 108층에 가려진 진실》 에서 방송됐다. 2011년 해운대관광리조트 도시개발산업 공사 현장에서 최수영 부산환경운동연합 사무저창이 인터뷰했으며 부산시민들도 인터뷰했다.

### 초고가 논란
분양 가격이 알려지면서 분양 초반부터 초고가 논란에 휩싸이게 되었다. 분양가는 3.3m2당 평균 2,700만원으로 정해졌다. 종전 최고가였던 해운대구 우동 해운대 두산 위브 더 제니스가 평균 1,700만원선이었던 것과 비교하면 최고가 기록을 1,000만원 이상 높인 분양가로, 지역 최고 기록을 달성했다. 특히 펜트하우스는 68억원으로, 서울을 포함해 전국적으로 가장 비싼 분양가를 달성했다.엘시티 펜트하우스는 따로 매매로 올라온 것은 없으나 매매로만 보면 (해운대 경동 제이드) 가 현재 제일 비싸다 얼마전 올라온 펜트하우스는 75억원에 달한다. 반면 엘시티는 층과 향에 따라 분양가가 다양하게 매겨졌는데, 조망이 좋을수록, 층이 높을수록 가격이 많이 뛰어서 같은 평이라도 조망과 층에 따라 8억원 정도의 차이가 난다.

### 엘시티 게이트
엘시티 게이트는 2016년 11월부터 해운대 엘시티 더샵을 둘러싼 엘시티 비리 사건 논란이다.

## 대중 문화

### 드라마
- JTBC 언터처블에 등장했다.
- 넷플릭스 D.P.에 등장했다.

### 예능
- MBC TV 구해줘! 홈즈에 등장했다.

### 웹툰
- 캉타우에 등장했다.

## 갤러리

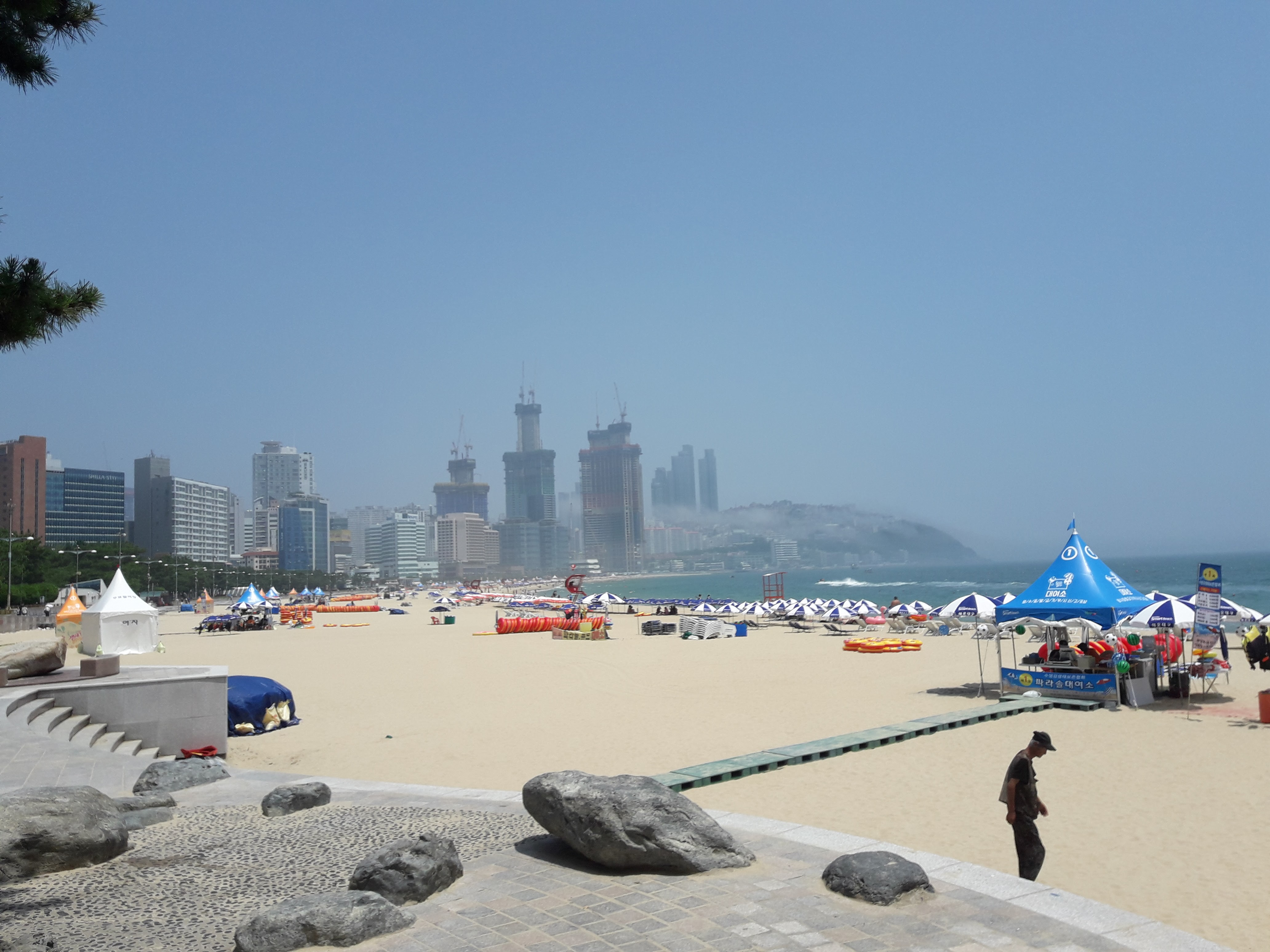
2017년 7월 13일
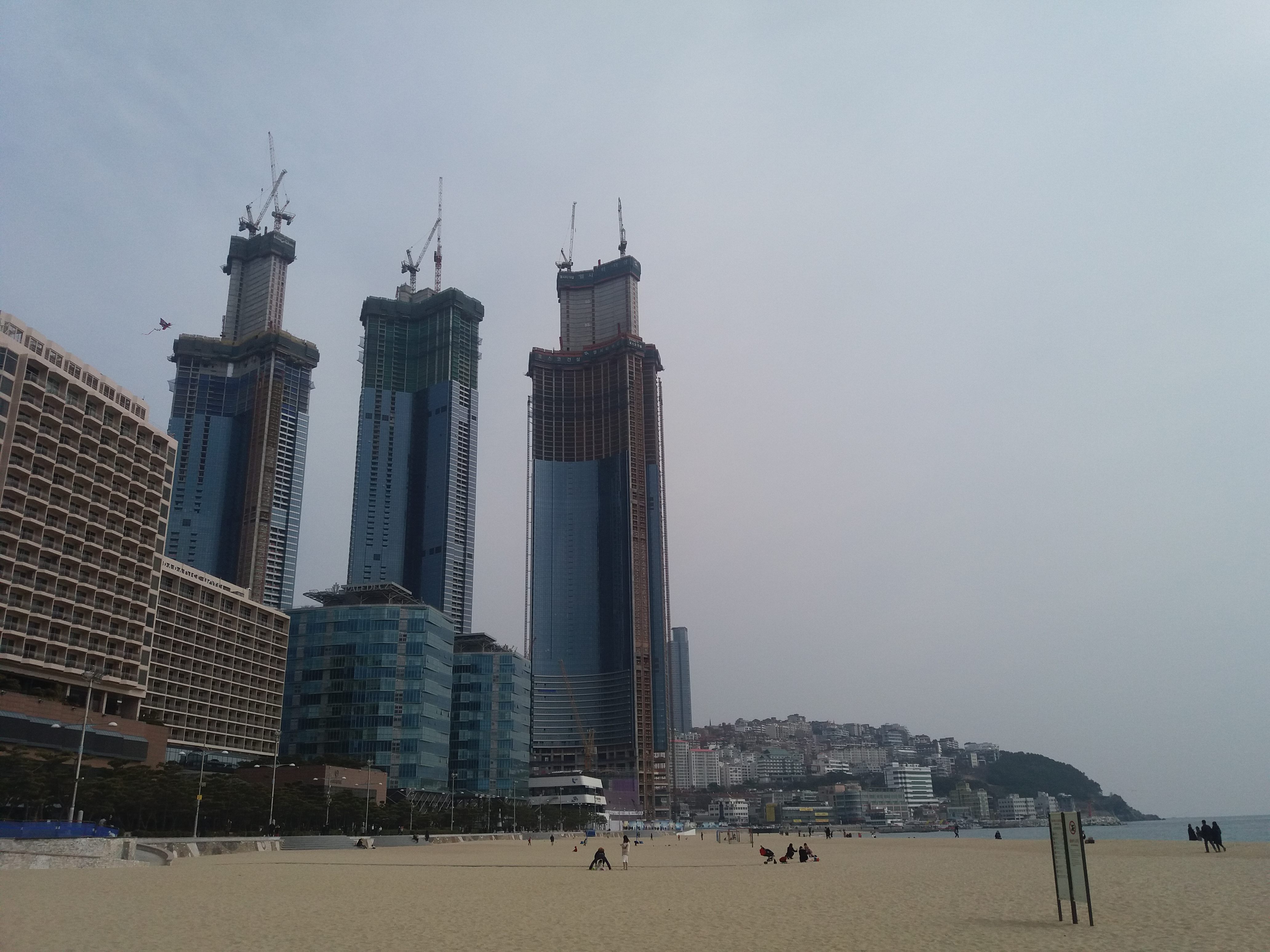
2018년 2월 24일
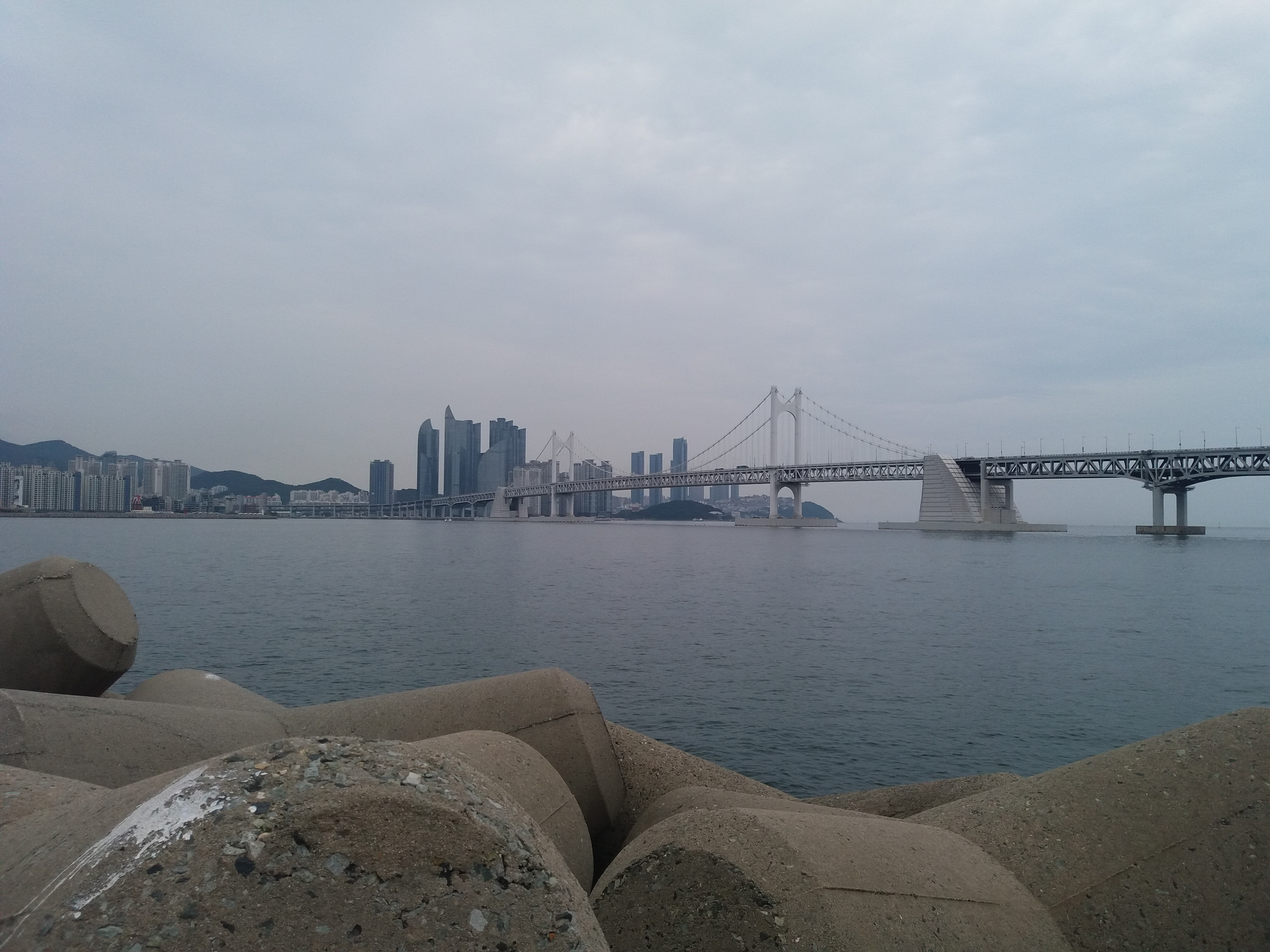
광안리에서 바라본 모습(2019년 7월 13일)
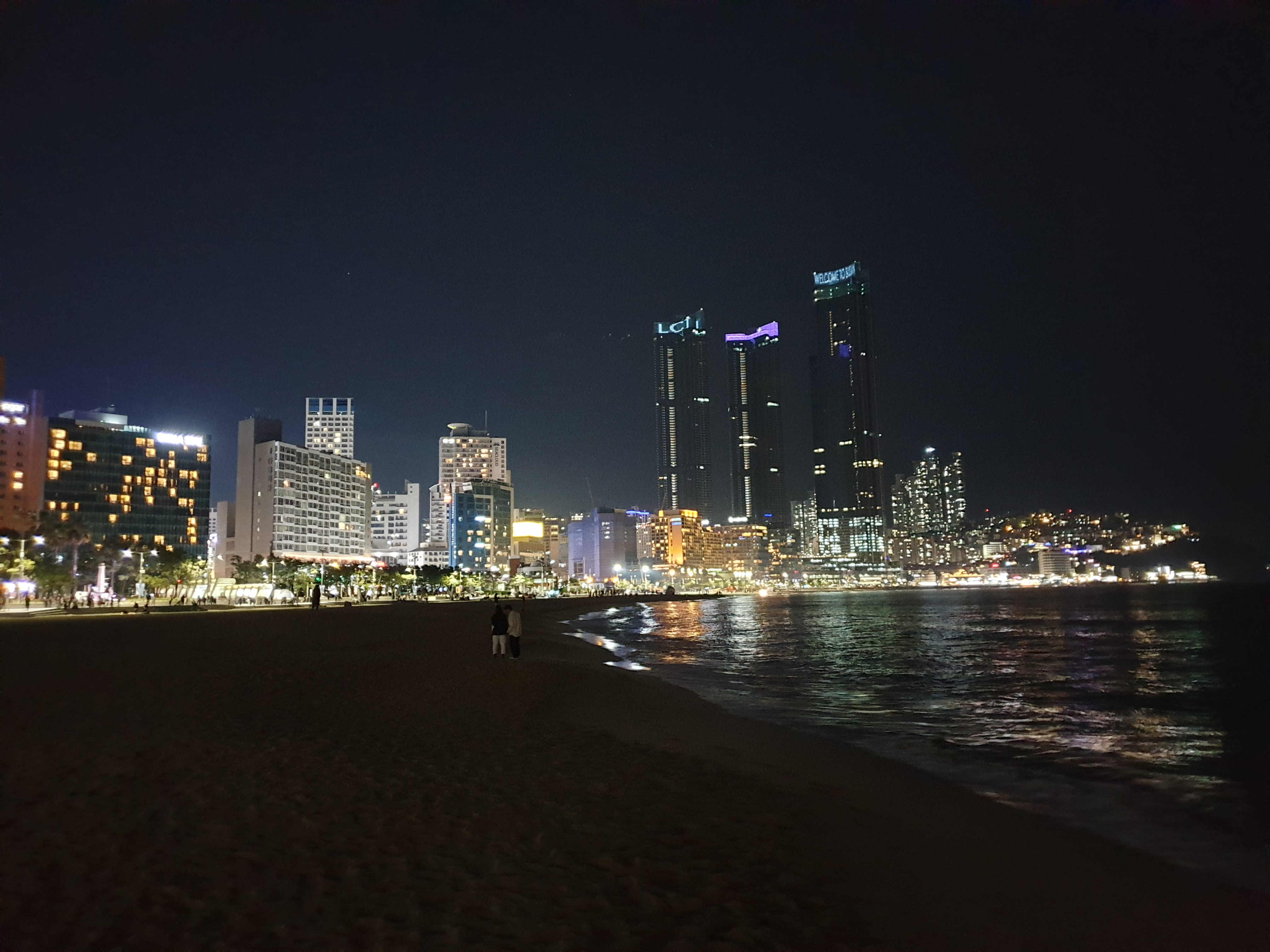
2019년 11월 9일
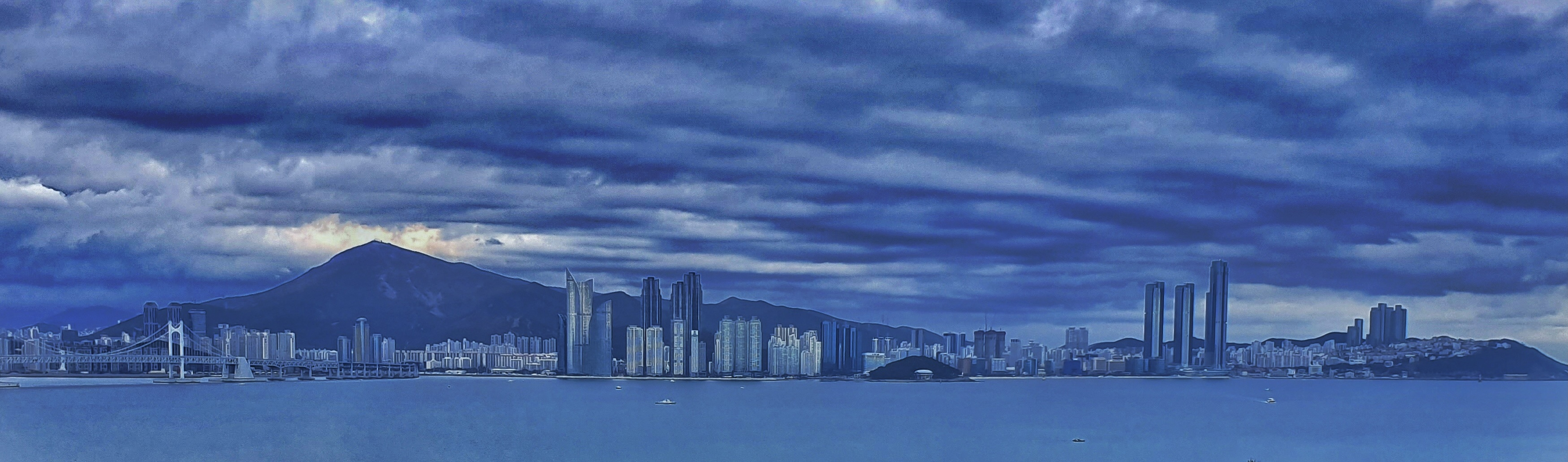
2019년 11월 17일
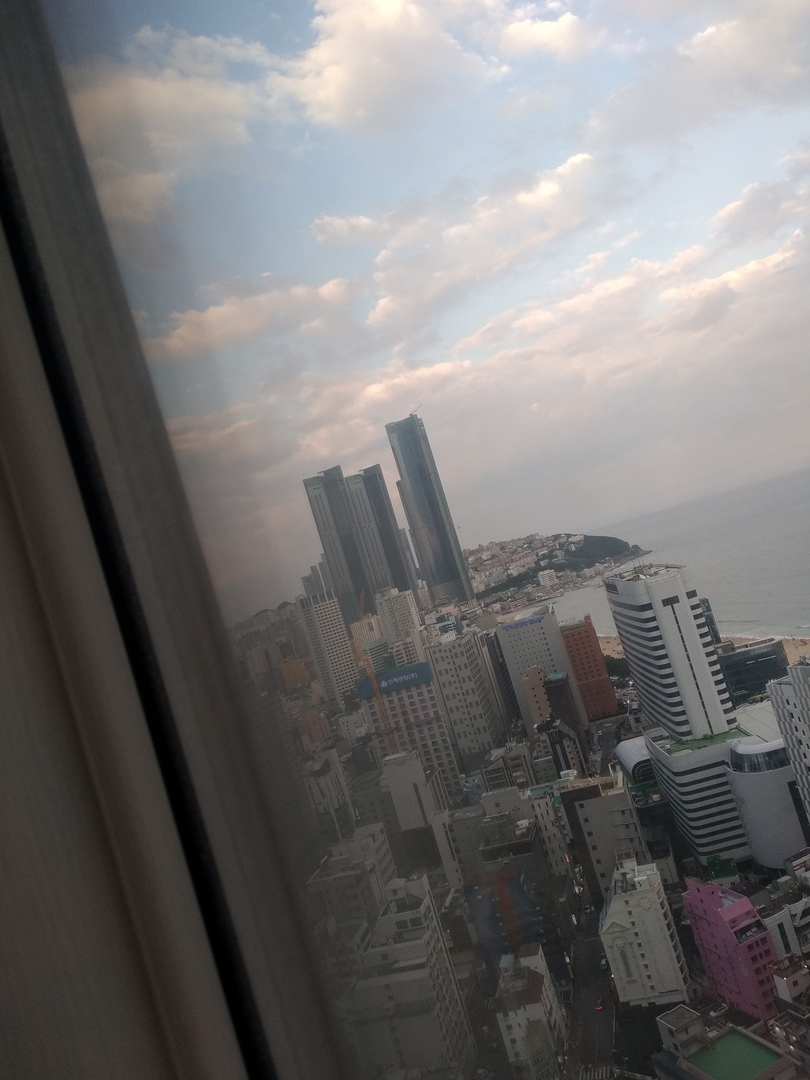
2019년 11월 18일
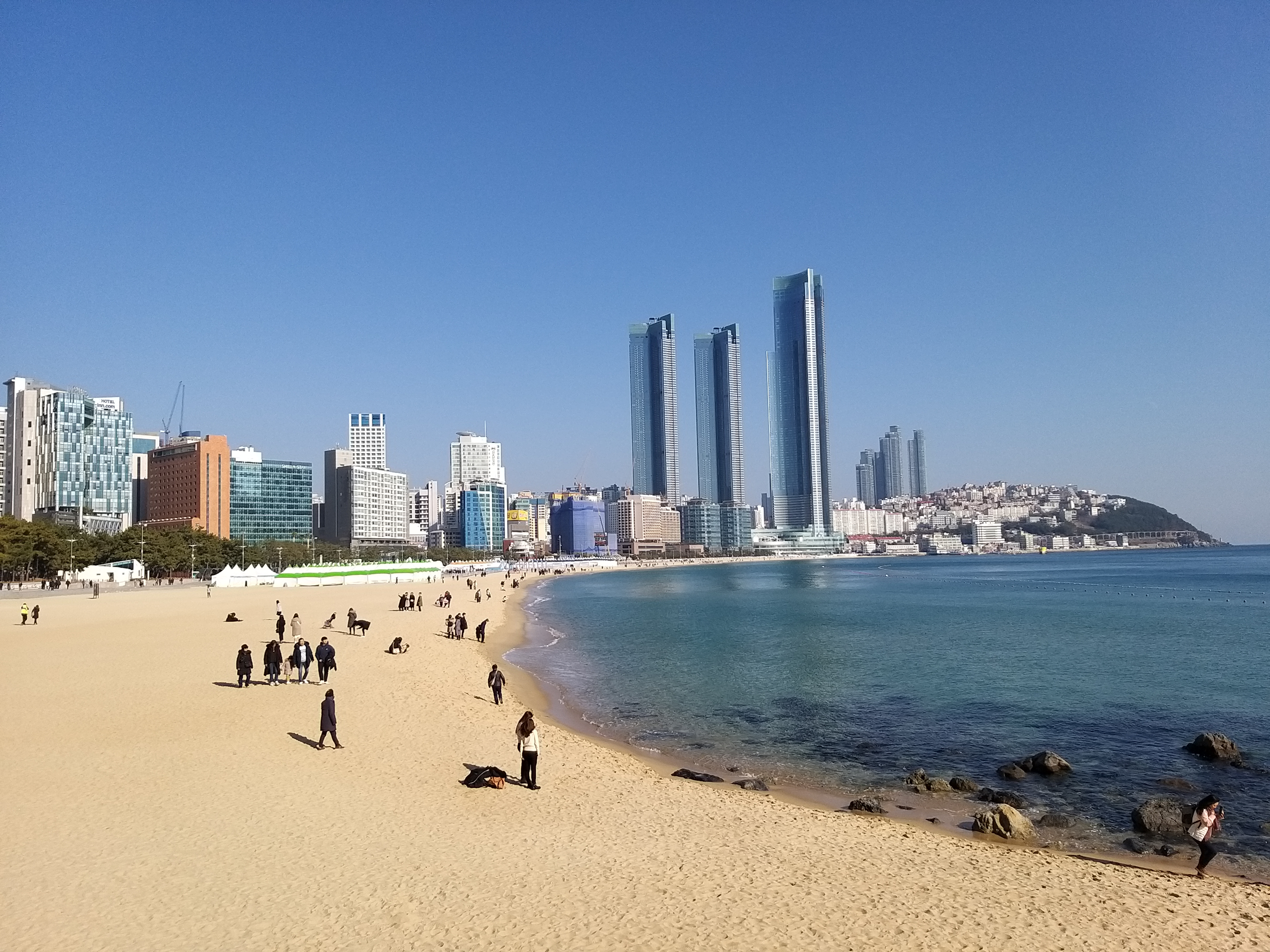
동백섬에서 바라본 모습(완공됨)(2020년 1월 4일)
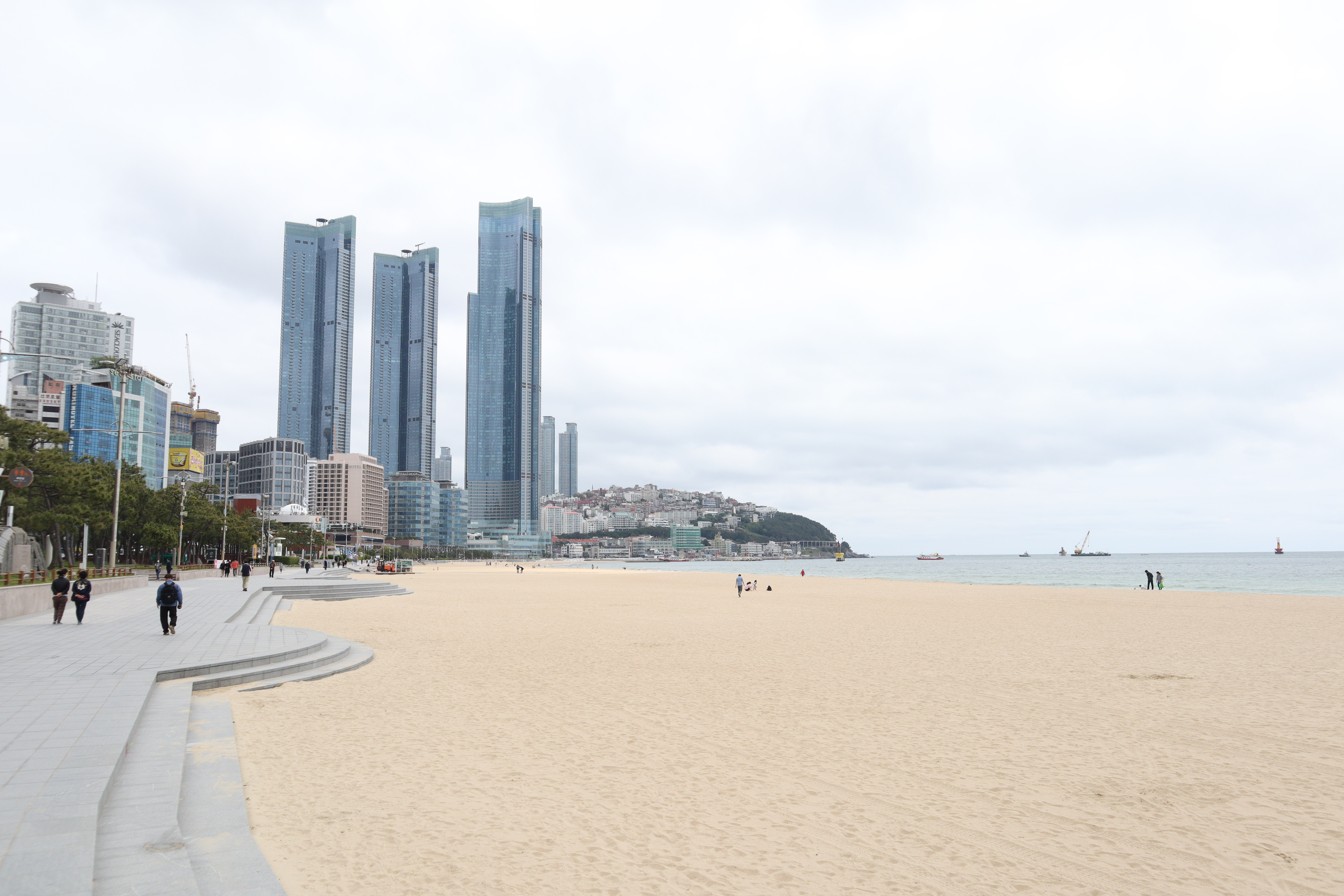
2020년 5월 22일
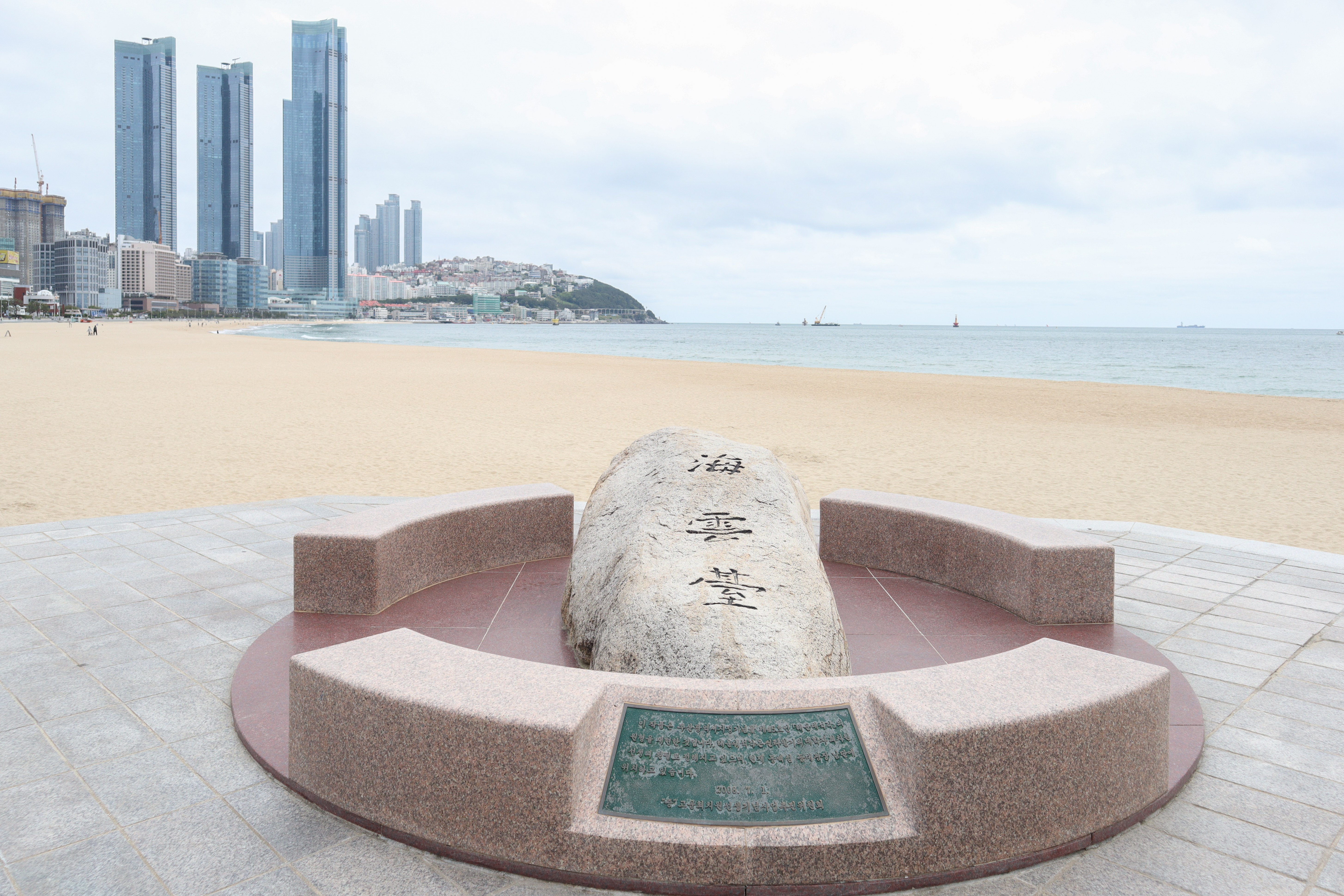
2020년 5월 22일
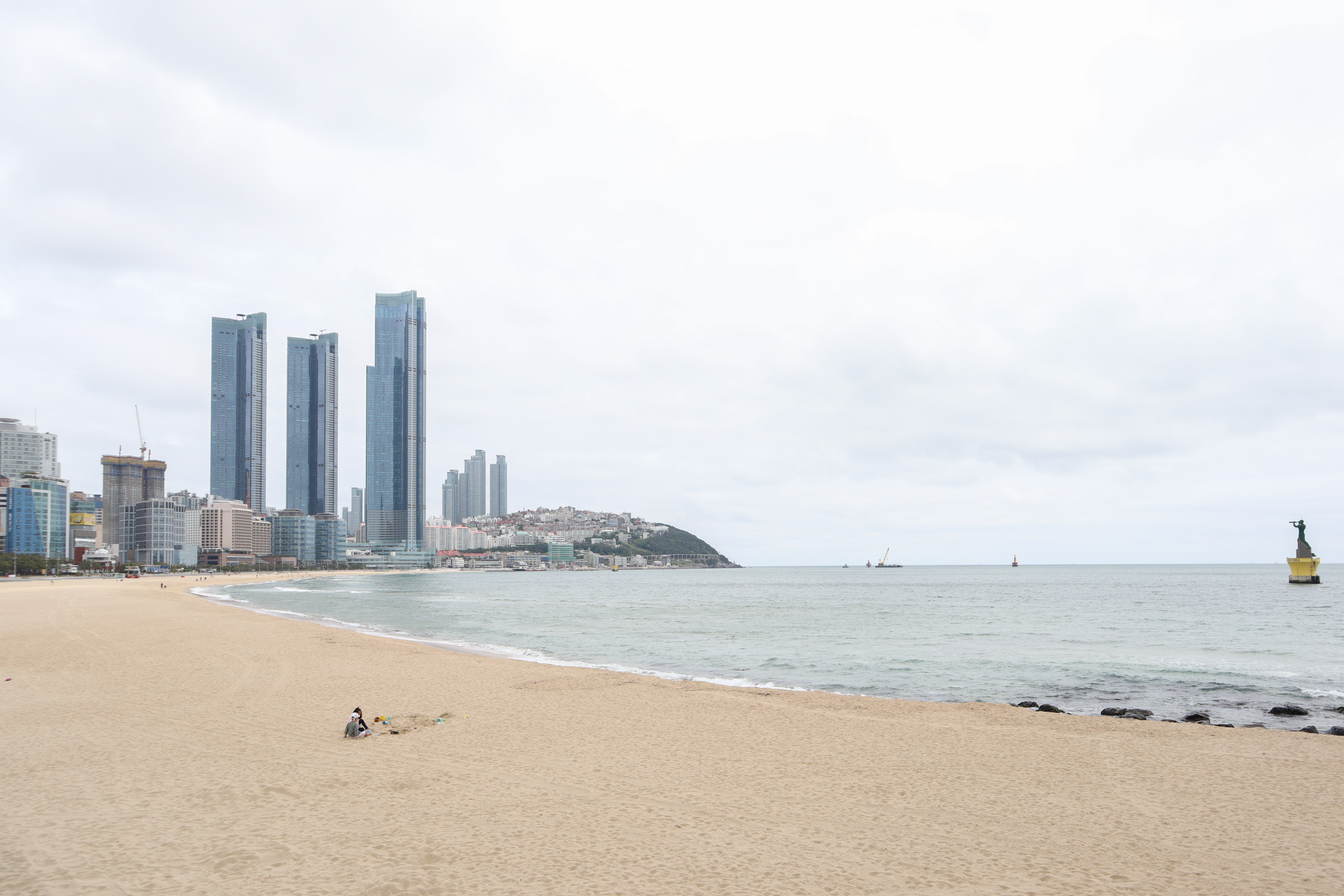
2020년 5월 22일
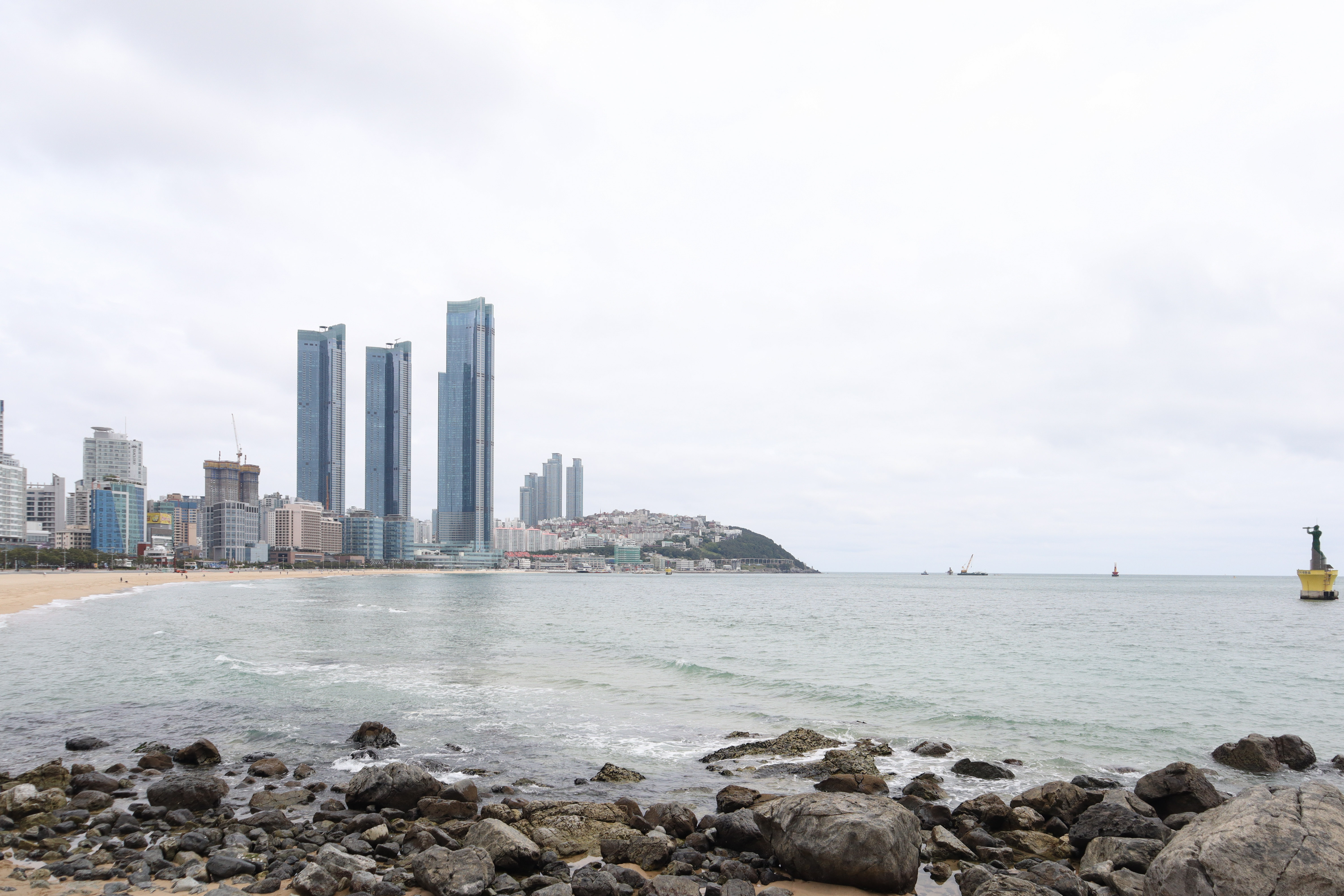
2020년 5월 22일
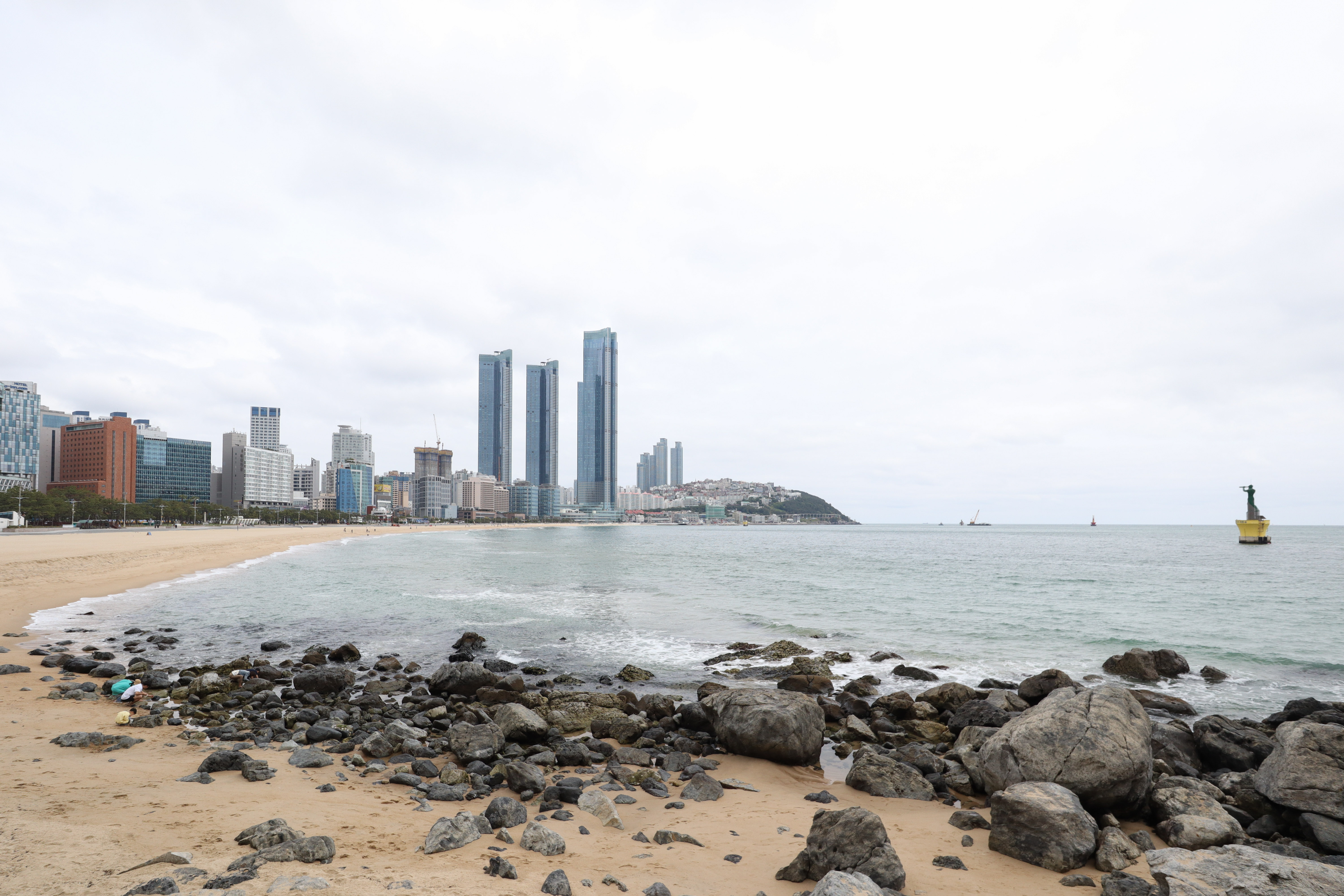
2020년 5월 22일
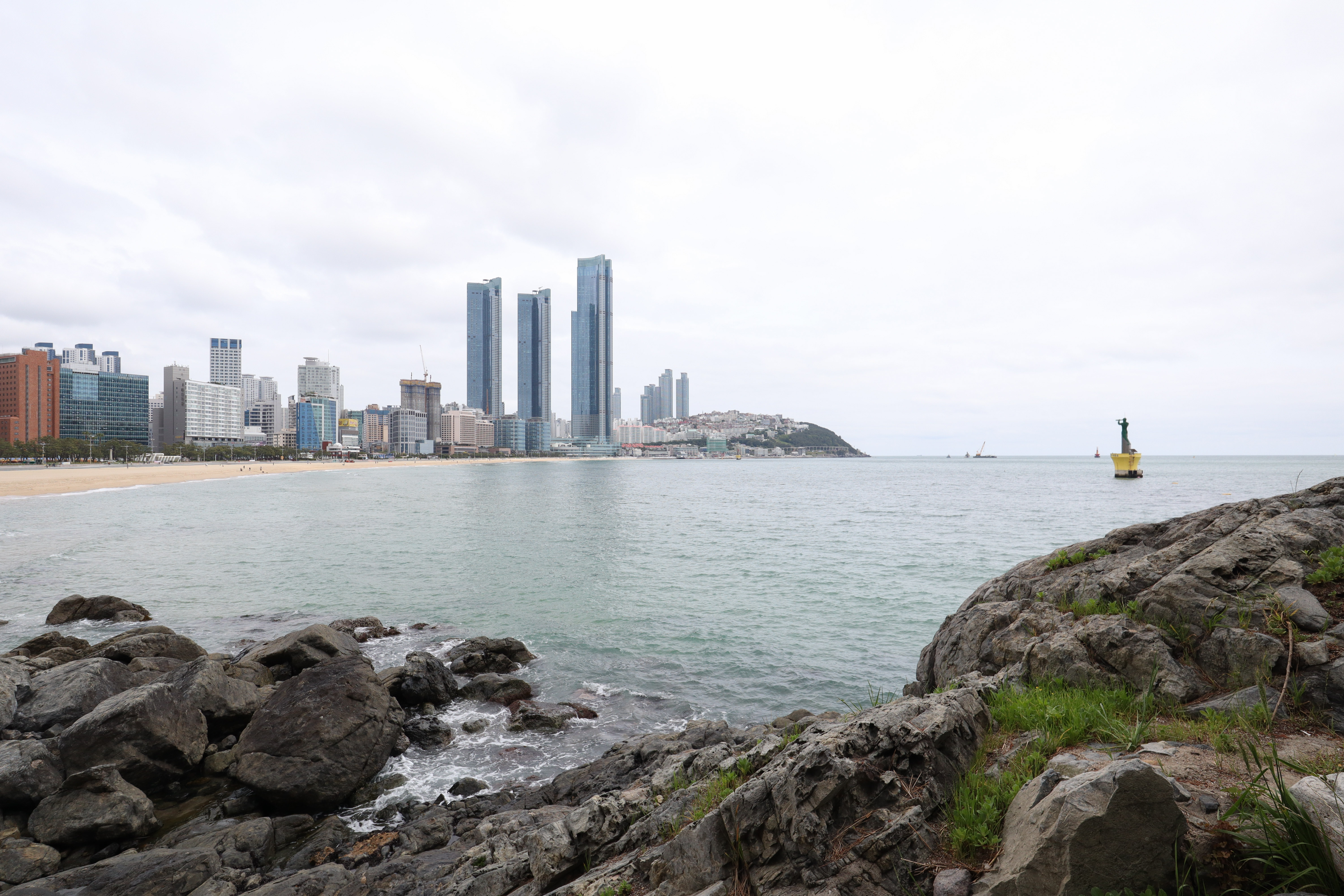
2020년 5월 22일
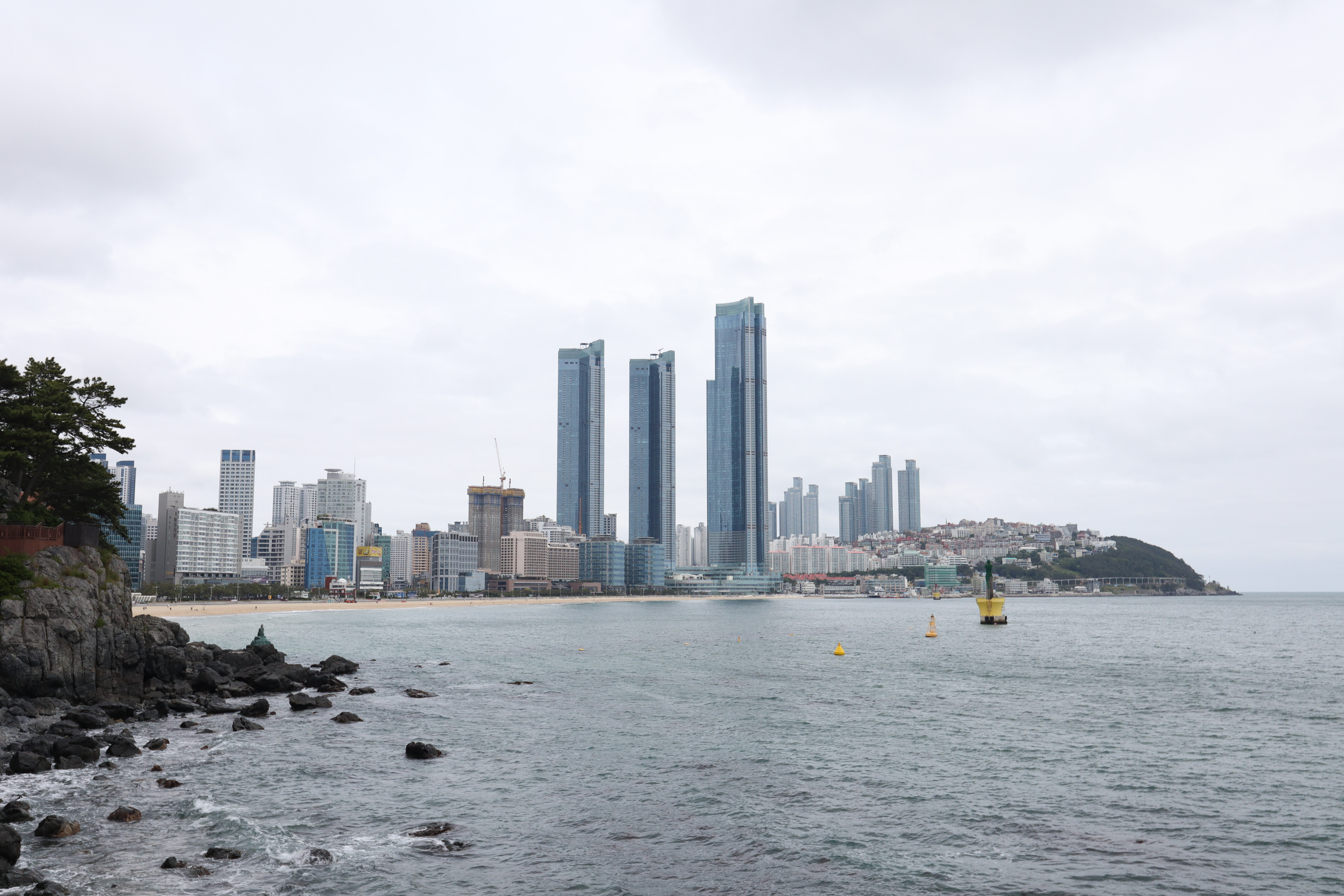
2020년 5월 22일
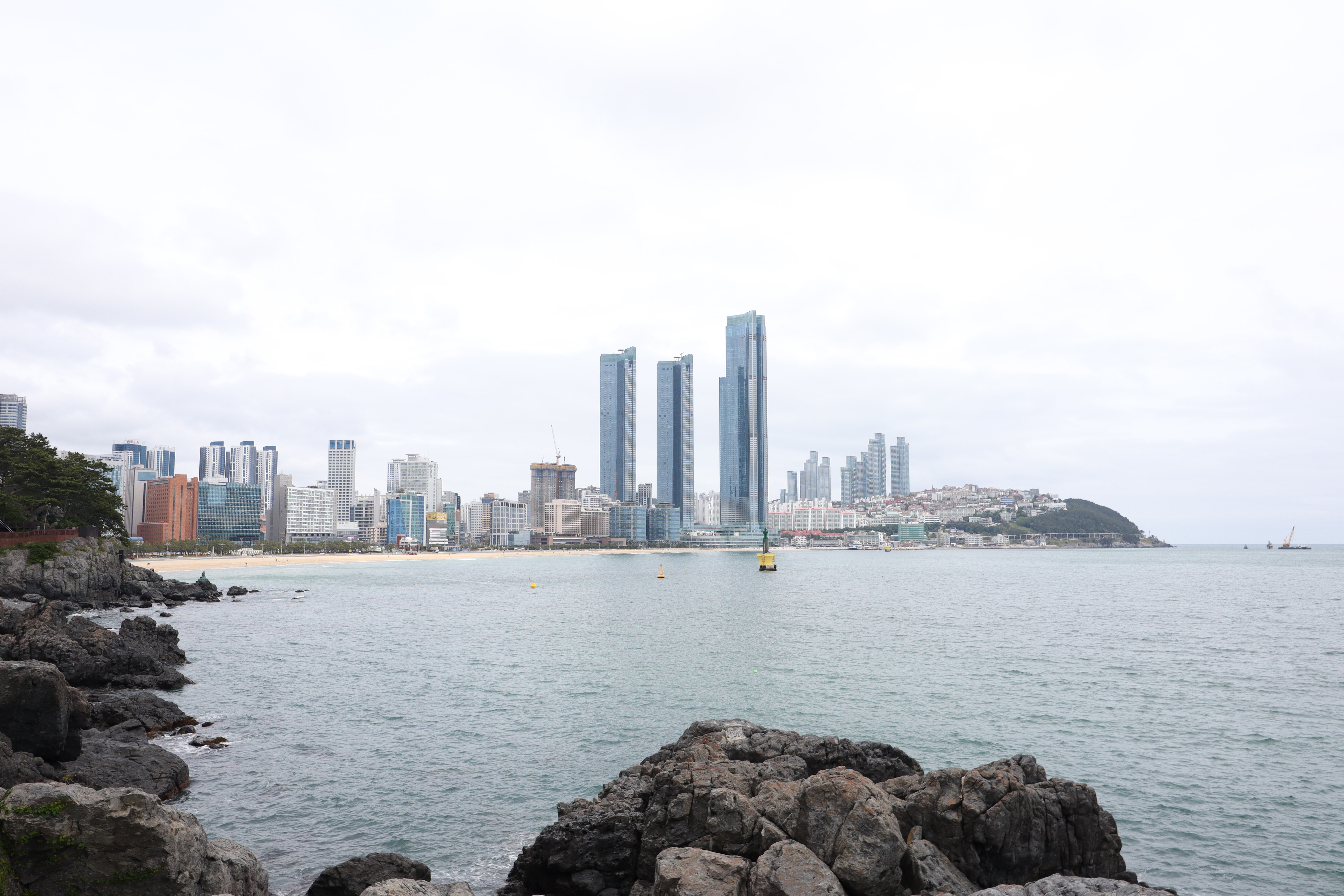
2020년 5월 22일
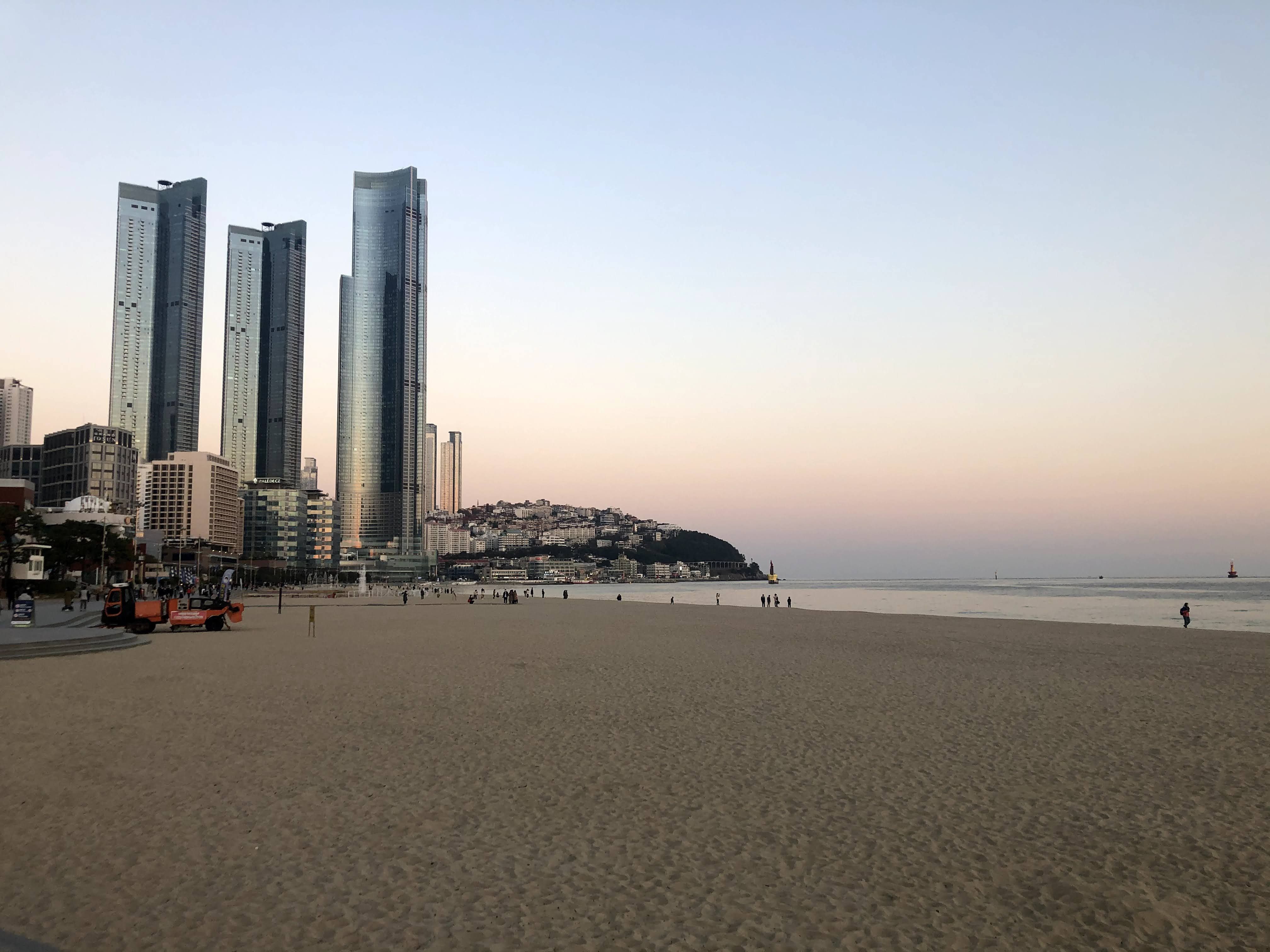
2021년 6월 12일
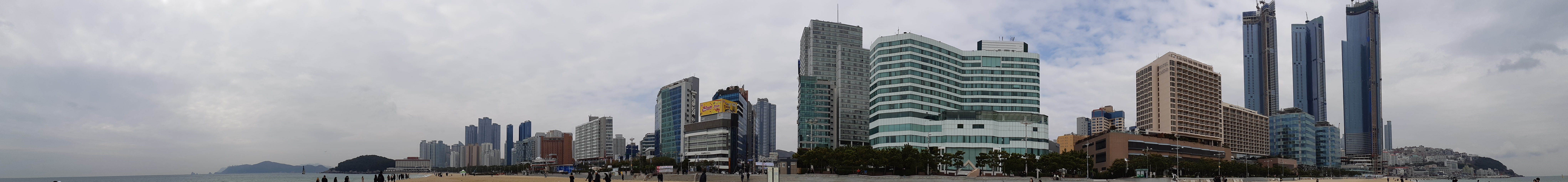
파노라마로 촬영한 사진(2019년 2월 15일)
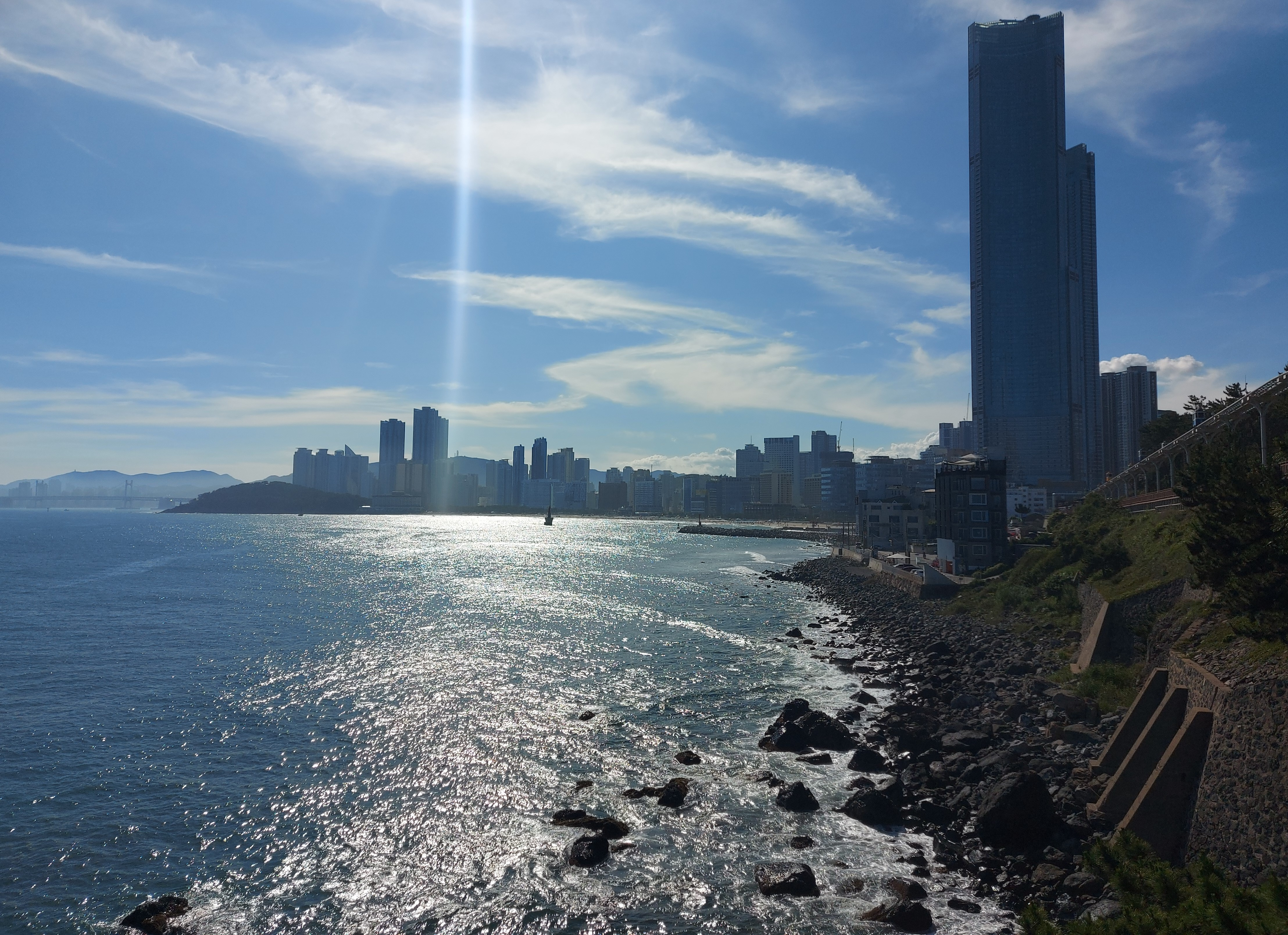
2022년 7월 4일
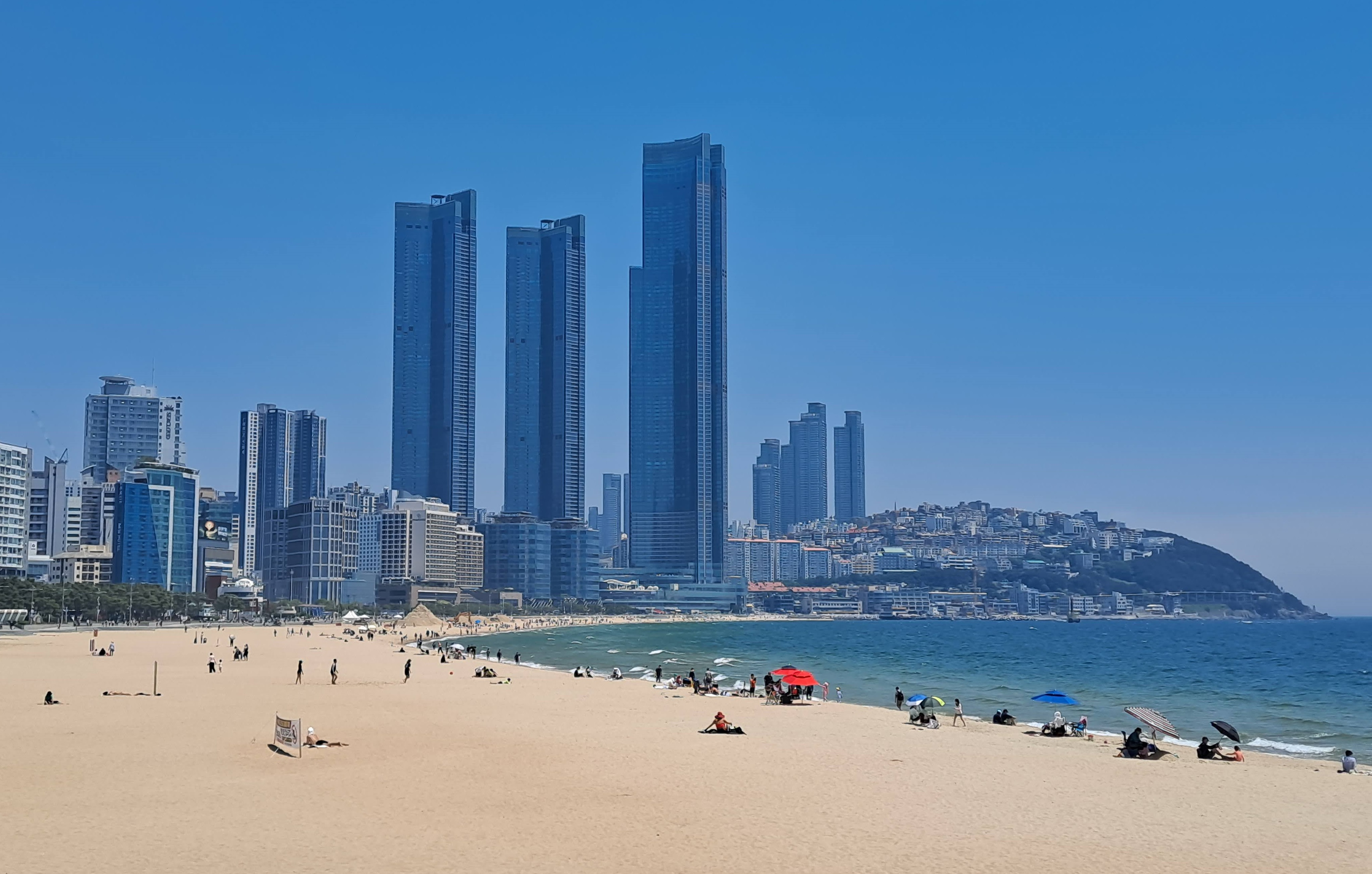
2024년 5월 15일
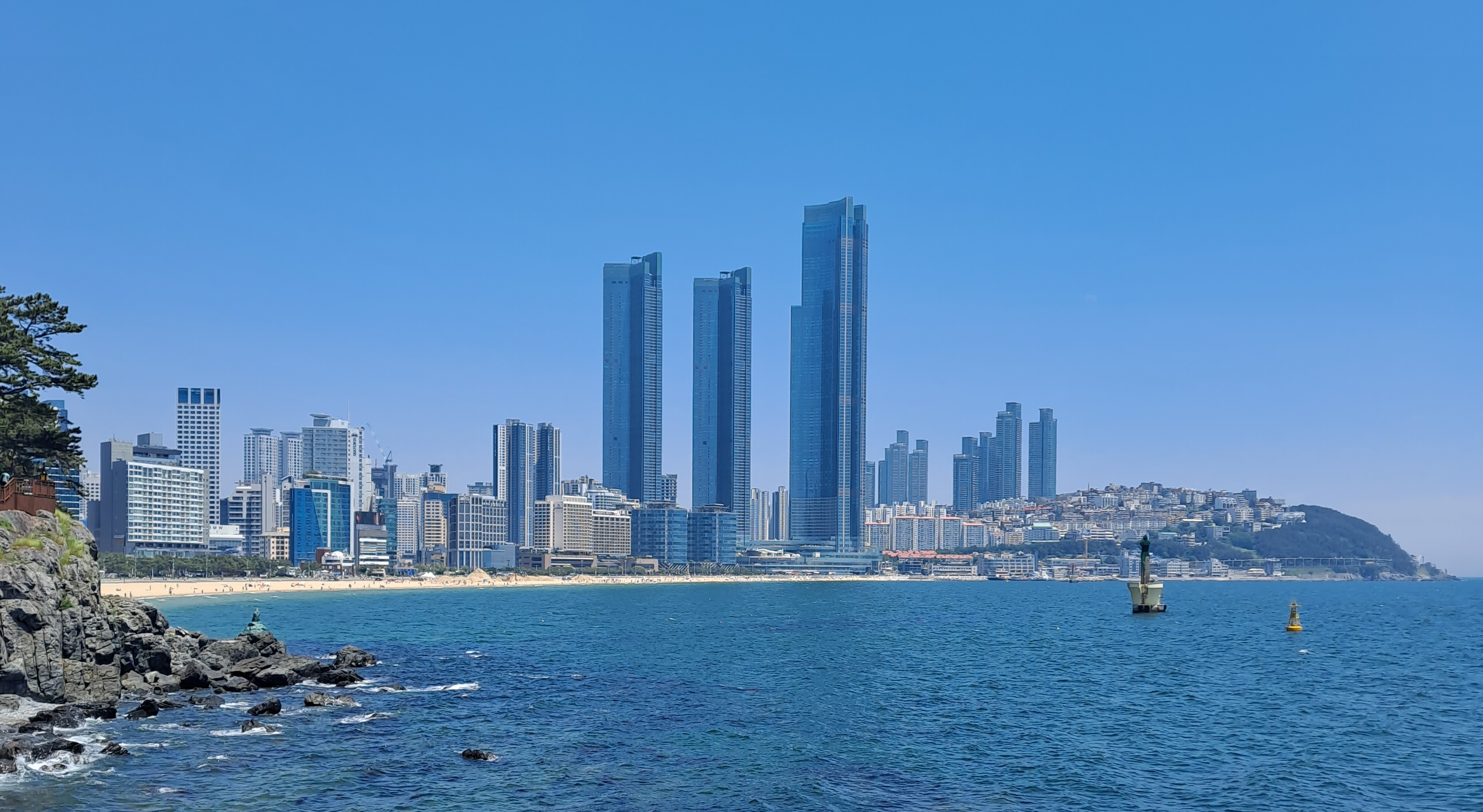
2024년 5월 15일

## 교통
- ● 부산 도시철도 2호선 - 중동역 (도보 10분)
- 올림픽교차로 환승센터 - 부산광역시의 시내버스 또는 부산 도시철도 2호선 환승 후 중동역 인근에서 하차
- ● KTX 부산역 - 15km
- 김해국제공항 - 30km

## 같이 보기
- 엘시티
- 포스코건설
- 마천루 목록
- 100층 이상의 마천루 목록
- 아시아의 마천루 목록
- 미래의 마천루 목록
- 대한민국의 호텔 목록
- 대한민국의 마천루 목록
- 부산광역시의 마천루 목록
- 초고층 주거용 건축물 목록